# Gregory Billington
Gregory Billington, né le 30 mai 1989 à Spokane aux États-Unis, est un triathlète professionnel américain, champion paralympique PTVI 2020 en tant que guide d'aveugle.

## Palmarès
Le tableau présente les résultats les plus significatifs (podium) obtenus sur le circuit national et international de triathlon depuis 2011.
| Année | Compétition                                  | Pays       | Position           | Temps           |
| ----- | -------------------------------------------- | ---------- | ------------------ | --------------- |
| 2016  | Coupe du monde - l'étape de Miyazaki         | Japon      | Médaille de bronze | 1 h 52 min 31 s |
| 2014  | Coupe d'Asie - l'étape de Hong Kong          | Hong Kong  | Médaille d'or      | 1 h 52 min 33 s |
| 2014  | Coupe panaméricaine - l'étape de Dallas      | États-Unis | Médaille d'or      | 1 h 44 min 49 s |
| 2013  | Coupe panaméricaine - l'étape de Roatan      | Honduras   | Médaille de bronze | 2 h 4 min 18 s  |
| 2012  | Coupe panaméricaine - l'étape de Dallas      | États-Unis | Médaille d'argent  | 1 h 52 min 52 s |
| 2012  | Coupe panaméricaine - l'étape d'Ilheus-Bahia | Brésil     | Médaille de bronze | 1 h 52 min 20 s |
| 2011  | Coupe panaméricaine - l'étape de Kelowna     | Canada     | Médaille de bronze | 1 h 54 min 46 s |

| Édition  | Position | Temps          |
| -------- | -------- | -------------- |
| Rio 2016 | 37e      | 1 h 52 min 4 s |

| Année | Compétition                                       | Pays  | Position      | Temps          |
| ----- | ------------------------------------------------- | ----- | ------------- | -------------- |
| 2021  | Jeux paralympiques de Tokyo PTVI avec Brad Snyder | Japon | Médaille d'or | 1 h 1 min 16 s |